# Корона короля Бутану

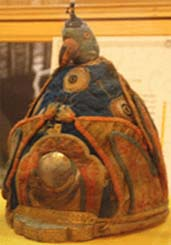
1-й прототип корони, що належав Джігме Намг'ялу, батькові першого короля Бутану.

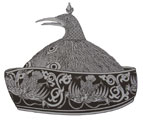
Корона королів Бутану

Корона короля Бутану (дзонґ-ке དབུ་ཞྭ་བྱ་རོག་ཅན་, вайлі dbu-zhva bya-rog-can, англ. Raven Crown) — головний убір королів Бутану. Він являє собою шолом, увінчаний головою ворона Corvus corax tibetanus.

## Історія
Наслідна монархія династії Вангчук в незалежній гімалайській державі Бутан була заснована в 1907 році. Перший король династії Вангчук, сер Уг'єн Вангчук (1862—1926), був харизматичною особистістю, прийшовши до влади на бурхливому тлі безперервної боротьби за владу в країні. Як унікальний символ влади він прийняв корону, увінчану головою ворона. Птах є образом Mahakala, божества Бутану. Прототип корони вперше був розроблений як бойовий шолом для батька короля Джігме Намг'яла (1825—1881). Відомий як «Чорний регент», він носив її під час кривавої боротьби проти численних ворогів усередині країни і проти англійців, які безуспішно намагалися завоювати країну.

## Наслідні королі Бутану
- Його Величність Уг'єн Вангчук (1-й Друк Г'ялпо)
- Його Величність Джігме Вангчук (2-й Друк Г'ялпо)
- Його Величність Джігме Дорджі Вангчук (3-й Друк Г'ялпо)
- Його Величність Джігме Сінг'є Вангчук (4-й Друк Г'ялпо)
- Його Величність Джігме Кхесар Намг'ял Вангчук (5-й Друк Г'ялпо)